# 岩井半四郎 (5代目)
五代目 岩井 半四郎（ごだいめ いわい はんしろう、安永5年（1776年） - 弘化4年4月6日（1847年5月20日））は化政期に女形として活躍した江戸の歌舞伎役者。幼名は長松（ちょうまつ）。屋号は大和屋。俳名に梅我・杜若、通称に杜若半四郎・眼千両・大太夫などがある。

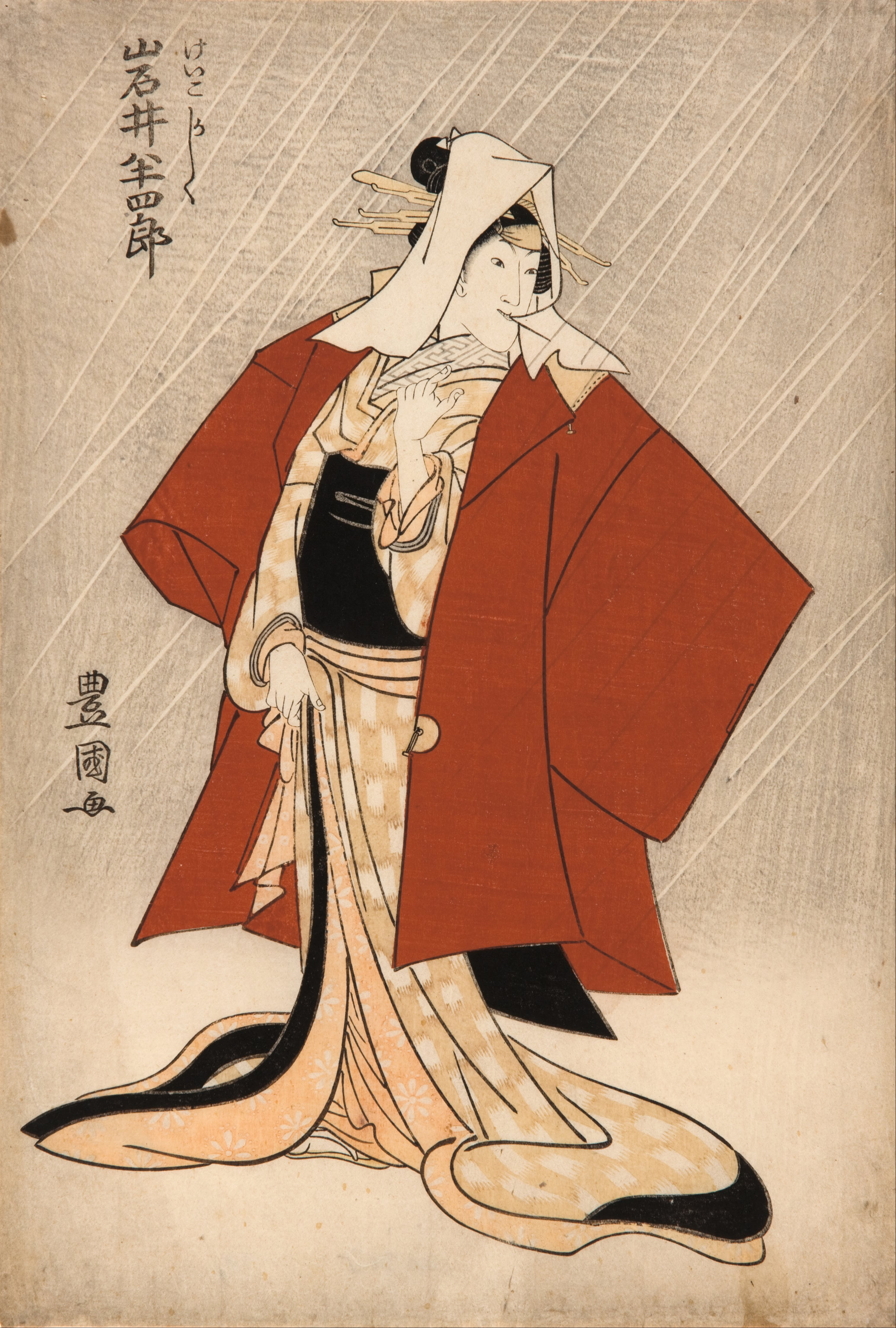
歌川豊国画。五代目・岩井半四郎、1808年作。

## 来歴
安永5年江戸で生れる。父は四代目岩井半四郎。天明7年11月 (1787年) に桐座で岩井粂三郎と名乗り初舞台。
文化元年 (1804年)、中村座で五代目岩井半四郎を襲名、父祖以来の女形の家を継いだ。「目千両」と呼ばれるほどの眼差しと、すこし下唇が出たおちょぼ口が魅力的で、しかも容姿抜群、愛嬌もたっぷりという三拍子揃った五代目は、すぐに江戸一の人気役者になった。芸の方もしっかりしており、四代目鶴屋南北と組んで生世話物の悪婆を得意としたほか、若衆や荒事までこなす名優であった。
文政3年 (1820年)、五代目松本幸四郎や三代目坂東三津五郎と同時に上方へのぼる。これをきっかけに以後多くの役者が上方に赴くことになる。
文政5年には、長男の二代目岩井粂三郎、次男の初代岩井紫若（後の七代目岩井半四郎）、そして自身の親子三人で江戸三座の立女形を独占したことで有名になった。
天保3年 (1832年) 11月、俳名をとって岩井杜若を名乗り、弘化のはじめに剃髪、松下庵永久と号して役者を引退した。

## 逸話
- 自然体の演技を得意とし、半四郎が「お帰りあそばしませ。」と云うだけで相手方の俳優は自分の妻よりもいとしく思えたという。また、名人五代目幸四郎は、彼のことを「あの人と一緒に演じているとまるで桜の散る中を歩くようです。」と評した。

- 彼の容貌から、悲劇よりも元気のいい女性を演じるのに本領を発揮した。特に「お染の七役」の「土手のお六」などは全く彼によって創作されたものであり、当時としては斬新な演技を創造する才能に長けていた。